# Bibliothek Otto Schäfer
Die Bibliothek Otto Schäfer ist heute Teil des Museums Otto Schäfer in Schweinfurt. Sie ist eine aus der Privatbibliothek des Schweinfurter Industriellen Otto Schäfer (1912–2000) hervorgegangene Büchersammlung. 

## Sammlung
Sammlungsschwerpunkt ist die Buchgeschichte, wobei besonders die Bestände alter illustrierter Druckwerke berühmt sind. Unter den mehr als tausend illustrierten Werken befinden sich nach Angaben der Bibliothek Werke von Michael Wolgemut, Albrecht Dürer, Hans Burgkmair d. Ä., Hans Baldung Grien, Hans Schäufelein, Lucas Cranach d. Ä., Hans Holbein d. J., Urs Graf, Hans Weiditz, Jörg Breu d. Ä., dem Petrarcameister, Matthäus Merian d. Ä., Caspar David Friedrich, Adolph Menzel, Max Slevogt, Lovis Corinth, Aristide Maillol und HAP Grieshaber. Außerdem befindet sich ein Fragment des ersten Bands einer Gutenberg-Bibel im Bestand.

## Bedeutung
Der promovierte Otto Schäfer gehörte zu den bedeutendsten Büchersammlern der zweiten Hälfte des 20. Jahrhunderts, seine Bibliothek gilt als eine der bedeutendsten Privatbibliotheken weltweit. Die Bedeutung seiner Stiftung liegt nicht nur in ihrem Bestand, sondern darin, dass sie den in Deutschland eher seltenen Typ einer öffentlich zugänglichen Privatsammlung vertritt. Die Bibliothek ist in einem eigenen Gebäude untergebracht und für die ältesten Bestände durch einen ausführlichen Katalog erschlossen (es fehlen jedoch inzwischen wichtige Teile daraus).

## Geschichte
1989 wurde die Dr.-Otto-Schäfer-Stiftung e. V. als Träger gegründet. Aufgrund finanzieller Probleme wurde die Bibliothek im Sommer 1994 geschlossen. Eine Vereinbarung mit der Stadt Schweinfurt für ein neues, tragfähiges Konzept der Bibliothek führte zum Verkauf aller nicht im deutschen Sprachgebiet gedruckten Werke der Sammlung illustrierter Bücher und des Sonderbestandes Collection Jean Furstenberg in vier Auktionen bei Sotheby’s von Dezember 1994 bis Dezember 1995. Im Gegensatz zur Sammlung Georg Schäfer, die in eine echte Stiftung überführt wurde, war der eingetragene Verein Dr.-Otto-Schäfer-Stiftung e. V. weiterhin Eigentümer der Sammlung Otto Schäfer, mit Ausnahme der Dürer-Grafik. Vorsitzender und Geschäftsführer war Otto G. Schäfer (1937–2017). Diese Rechtsform machte es, anders als die der Stiftung, grundsätzlich leichter, in das Vereinsvermögen einzugreifen.
Als weiterer Teil des neuen Konzeptes wurden ab Ende 1995 die historischen Buchbestände der Stadtbibliothek Schweinfurt (Reichsstädtische Bibliothek, Bausch-Bibliothek) in den Räumen der Bibliothek aufgestellt. 2014 kam die historische Sakristeibibliothek der Stadtpfarrkirche St. Johannis als Depositum der Kirchengemeinde hinzu.

## Verkäufe
Gegen Ende des Jahres 2014 wurde bekannt, dass wertvolle Teile des Bestandes (194 Einheiten) an den Schweizer Antiquar Jörn Günther veräußert worden waren. Ihr Verbleib in Deutschland wurde bis zur Klärung ihres Charakters als national wertvolles Kulturgut nach dem Kulturgutschutzgesetz vorläufig gesichert. Die 194 Einheiten kehrten vorübergehend nach Schweinfurt zurück. Das nun zuständige  Bayerisches Staatsministerium für Unterricht und Kultus hat dann jedoch trotz zweier befürwortender Gutachten keines der Stücke in das Verzeichnis national wertvollen Kulturguts aufgenommen, damit war der Verkauf auch ins Ausland genehmigt.

## Schenkung
Im Jahr 2016 hatten Otto G. Schäfer und Mitglieder des Vereins Dr.-Otto-Schäfer-Stiftung e. V. angeboten, die Kunst-, Buch-, Einband- und Wissenschaftssammlungen des Museums Otto Schäfer der Stadt Schweinfurt zu schenken. Diese Schenkung beinhaltete unter anderem auch die Dürer-Sammlung, das unbelastete Museumsgebäude sowie mindestens 5 Millionen Euro aus dem Stiftungskapital. Die offizielle Übertragung der Schenkung fand im Jahr 2017 statt.

## Veröffentlichungen
- Manfred von Arnim: Katalog der Bibliothek Otto Schäfer, Schweinfurt. Teil 1: Drucke, Manuskripte und Einbände des 15. Jahrhunderts. 2 Bände. Hauswedell, Stuttgart 1984, ISBN 3-7762-0230-0 und 3-7762-0231-9 [Mehr nicht erschienen].
- Eduard Isphording: Fünf Jahrhunderte Buchillustration: Meisterwerke der Buchgraphik aus der Bibliothek Otto Schäfer. Germanisches Nationalmuseum Nürnberg, 11. Sept. – 11. Nov. 1987. Germanisches Nationalmuseum, Nürnberg 1987, ISBN 3-88607-053-0.
- Manfred von Arnim: Europäische Einbandkunst aus sechs Jahrhunderten. Beispiele aus der Bibliothek Otto Schäfer Schweinfurt. Schweinfurt 1992.
- Kostbare Drucke und Einbände aus sechs Jahrhunderten. Dauerpräsentation aus Anlaß des 50jährigen Bestehens der Bibliothek Otto Schäfer. 18. März 2001 – 12. Januar 2003. Schweinfurt 2001, ISBN 3-926879-35-1.